# Dianthus barbatus
Il garofano dei poeti (Dianthus barbatus L., 1753) è una pianta della famiglia delle Cariofillacee, originaria dell'Europa e di parte dell'Asia, che è divenuta una popolare pianta ornamentale.
È una pianta erbacea biennale o poliennale ma di breve vita. La pianta selvatica produce fiori rossi su base bianca, ma esistono cultivar variegati di bianco, rosa, rosso e purpureo. I fiori sono eduli e possono avere proprietà medicinali. La pianta attira api, uccelli e farfalle.

## Descrizione
Cresce fino ad un'altezza da 13 a 92 cm (dipende dalla varietà), con foglie affusolate dal verde a un glauco blu-verde lunghe dai 4 ai 10 cm e larghe da 1 a 2 cm.

I fiori crescono in fitti grappoli fino a 30 al culmine degli stami e hanno un odore penetrante di garofano. Ciascun fiore ha un diametro di 2–3 cm con cinque petali che mostrano bordi serrati; negli esemplari selvatici i fiori sono rossi con una base bianca.
Ce ne sono tre varietà:
- Dianthus barbatus var. barbatus. Europa del sud, foglie più ampie fino a una larghezza di 2 cm.
- Dianthus barbatus var. asiaticus Nakai.  Asia del nord-est.  Foglie snelle, larghe non oltre i  1 cm.
- Dianthus barbatus var. compactus (Kit.) Heuff.

## Distribuzione e habitat
Dianthus barbatus è nativo delle montagne del sud Europa, dai Pirenei fino ai Carpazi e ai balcani, con una varietà disgiunta nel nord-est della Cina, in Corea e nell'estremo sud-est russo.

## Coltivazione e usi
Dianthus barbatus è una pianta ornamentale nei giardini, con numerosi cultivar e ibridi selezionati per i diversi colori, che vanno dal bianco, rosa, rosso e porpora in schemi variegati.
La pianta fu introdotta nell'Europa del nord nel XVI secolo e più tardi nel Nordamerica e altrove, de è divenuta una pianta locale naturalizzata in queste zone.
John Gerard celebra la sua bellezza ma omette qualsiasi riferimento a usi medicinali. La sua altezza la rende comoda per arrangiamenti. Nel linguaggio dei fiori vittoriano, Dianthus barbatus simbolizza galanteria.
La pianta è ampiamente usata sui bordi, nei giardini rocciosi e in quelli in stile informale nei cottage di campagna. Essa è un buon candidato per i giardini naturalistici poiché il suo nettare attrae uccelli, api e farfalle. I suoi fiori sono considerati eduli.
Essa cresce in terreni argillosi, leggermente alcalini, con sole e parziale ombra. La propagazione avviene tramite semi, talea o divisione, ma i semi dei cultivar non si riproducono bene. Se Dianthus barbatus è piantato partendo dai semi dopo gli ultimi freddi, esso fiorirà il secondo anno. Se viene piantato in pianura prima dell'ultimo freddo e poi viene trapiantato, può fiorire nello stesso anno. La pianta è auto seminante. Esso patisce il Fusarium, che ne provoca l'incurvamento delle foglie o la loro caduta.
Nel 1977 la questione di un suo possibile uso a scopi medici fu rivista da Cordell. Nel Dianthus barbatus sono state trovate saponine, ma non vi è stato alcun seguito.
Nel matrimonio del principe William e Catherine Middleton il 29 aprile 2011, Catherine Middleton ha incluso nel proprio bouquet Dianthus barbatus, in onore del suo sposo.

## Galleria d'immagini

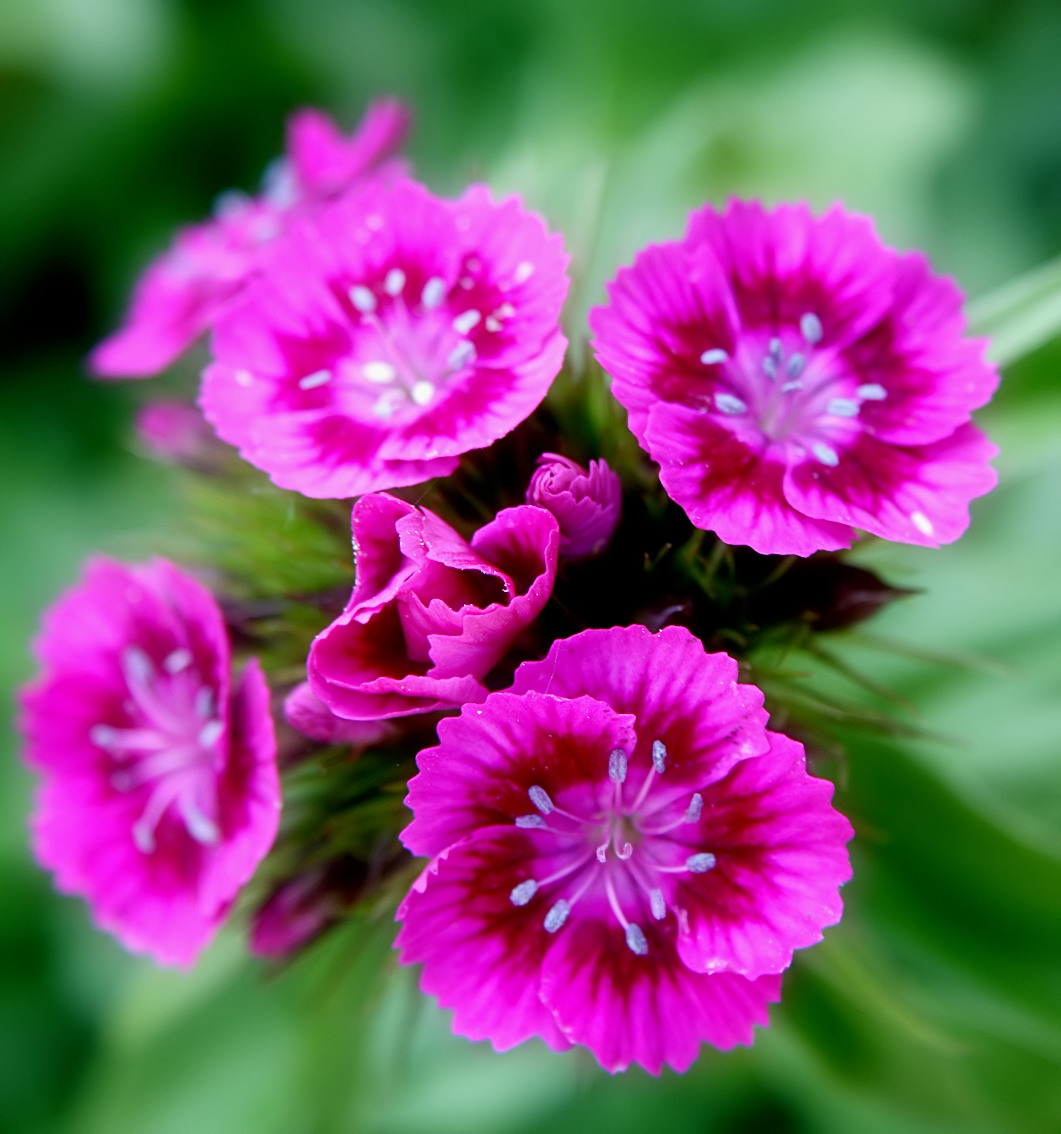
Dianthus barbatus rosa
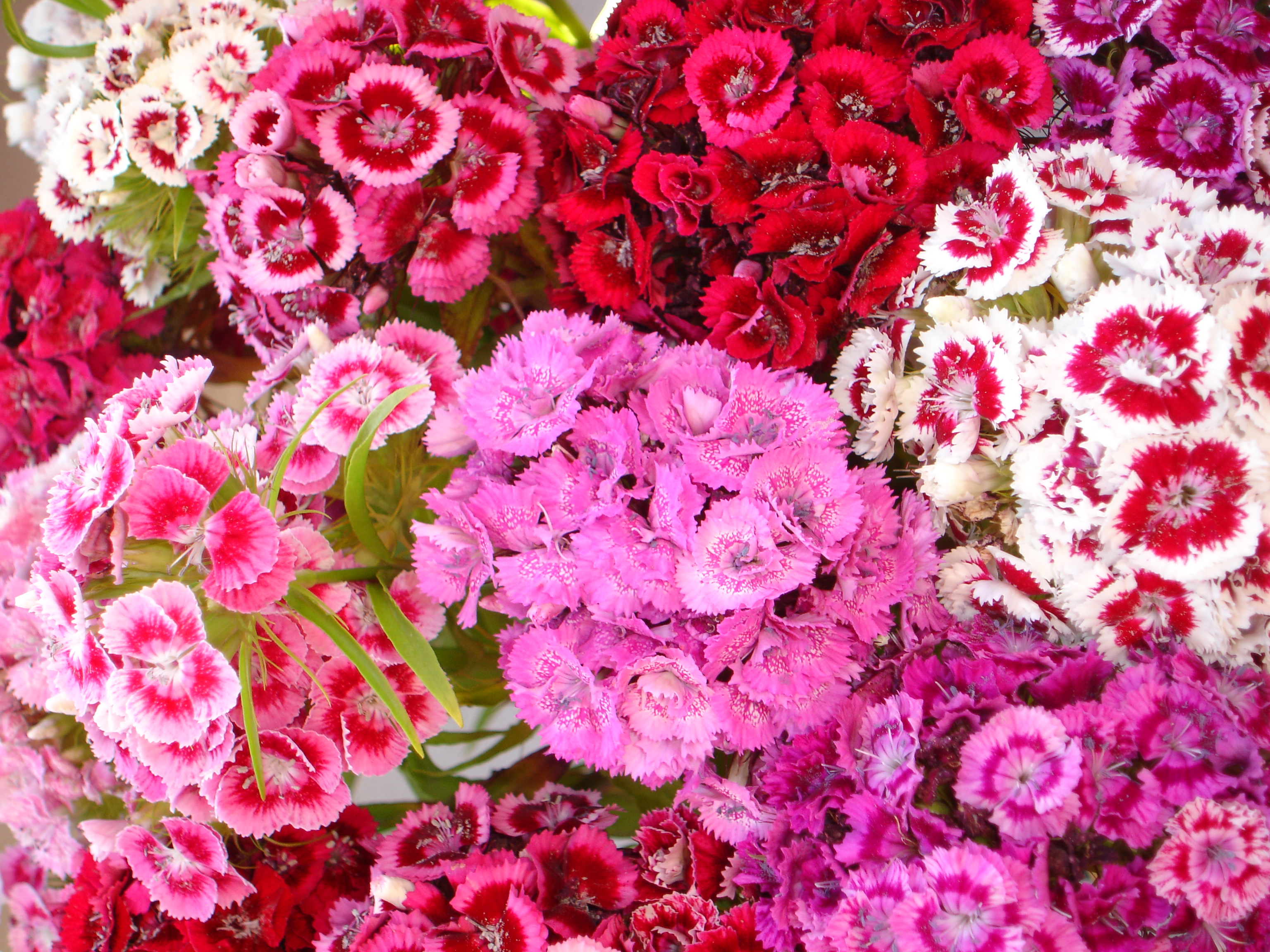
Multicolore
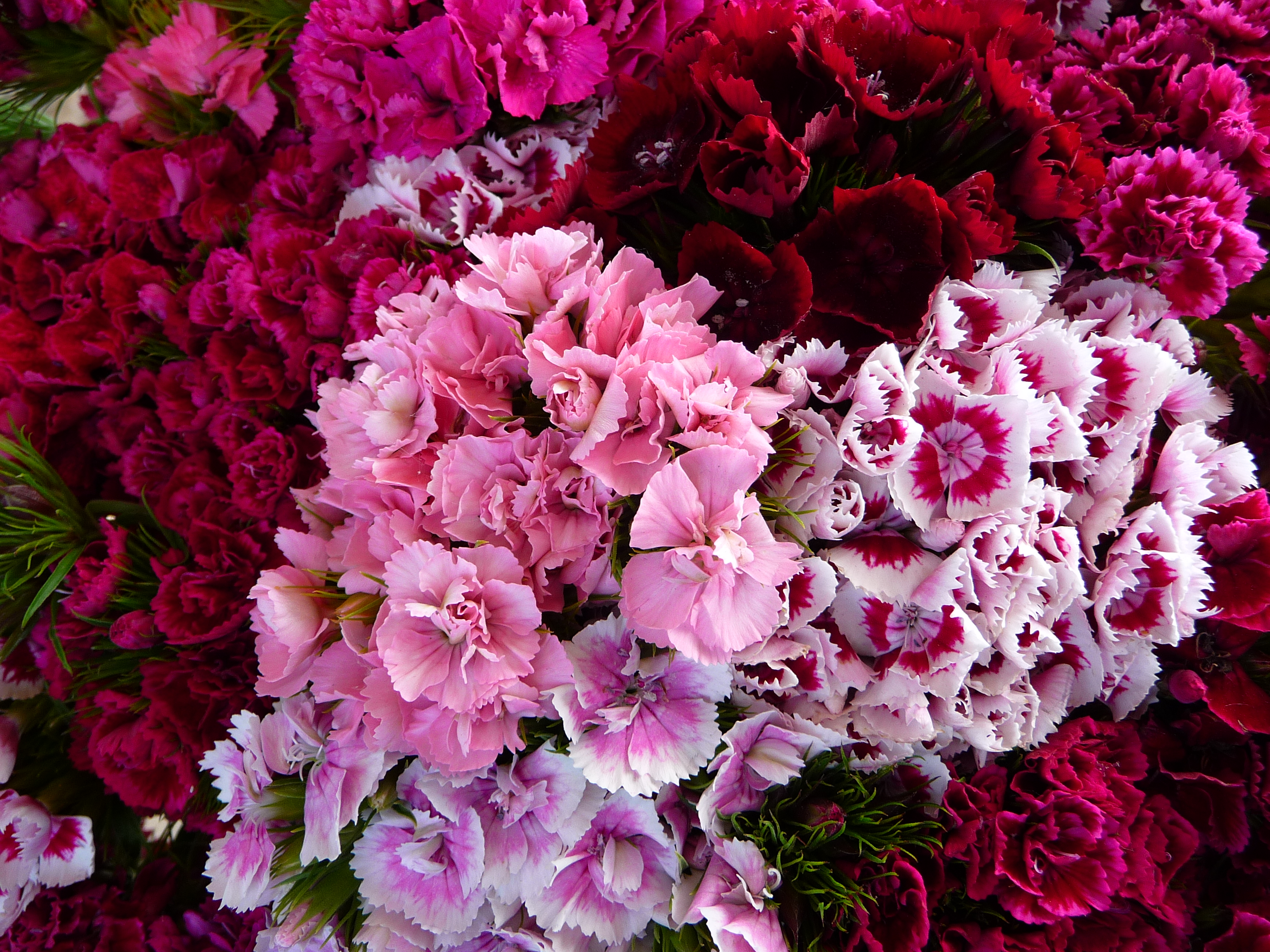
Più colori
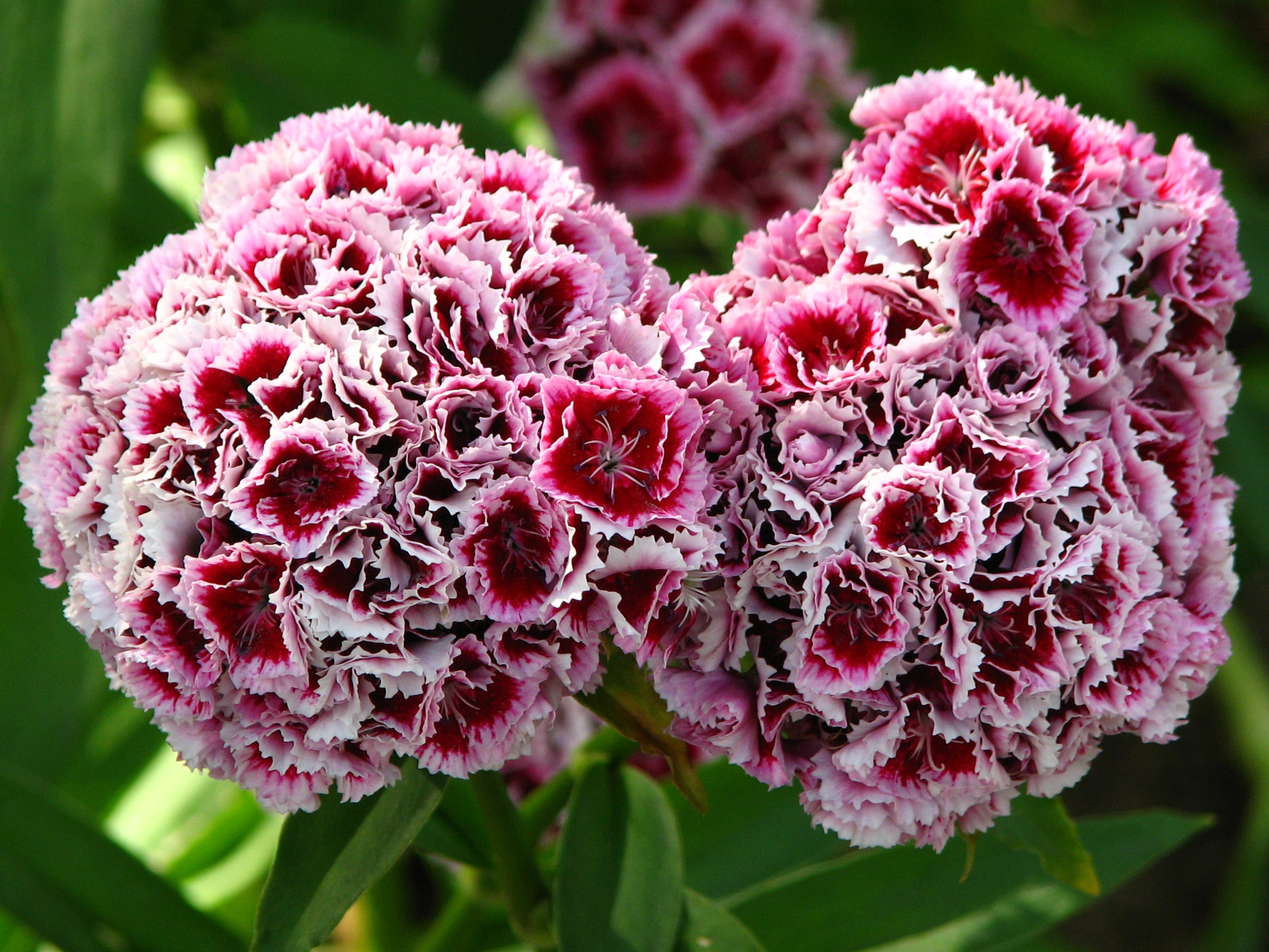
Doppio D. barbatus
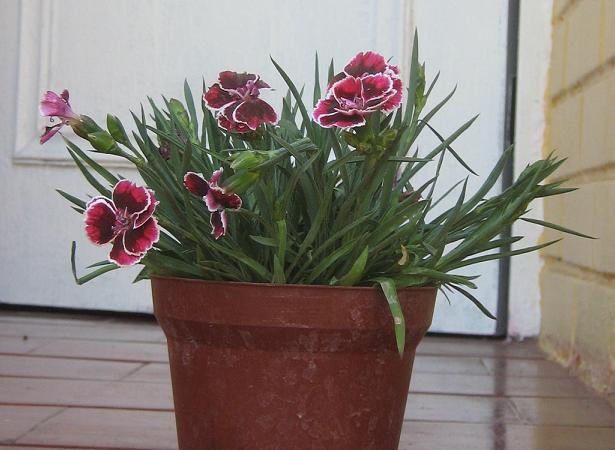
D. barbatus in vaso
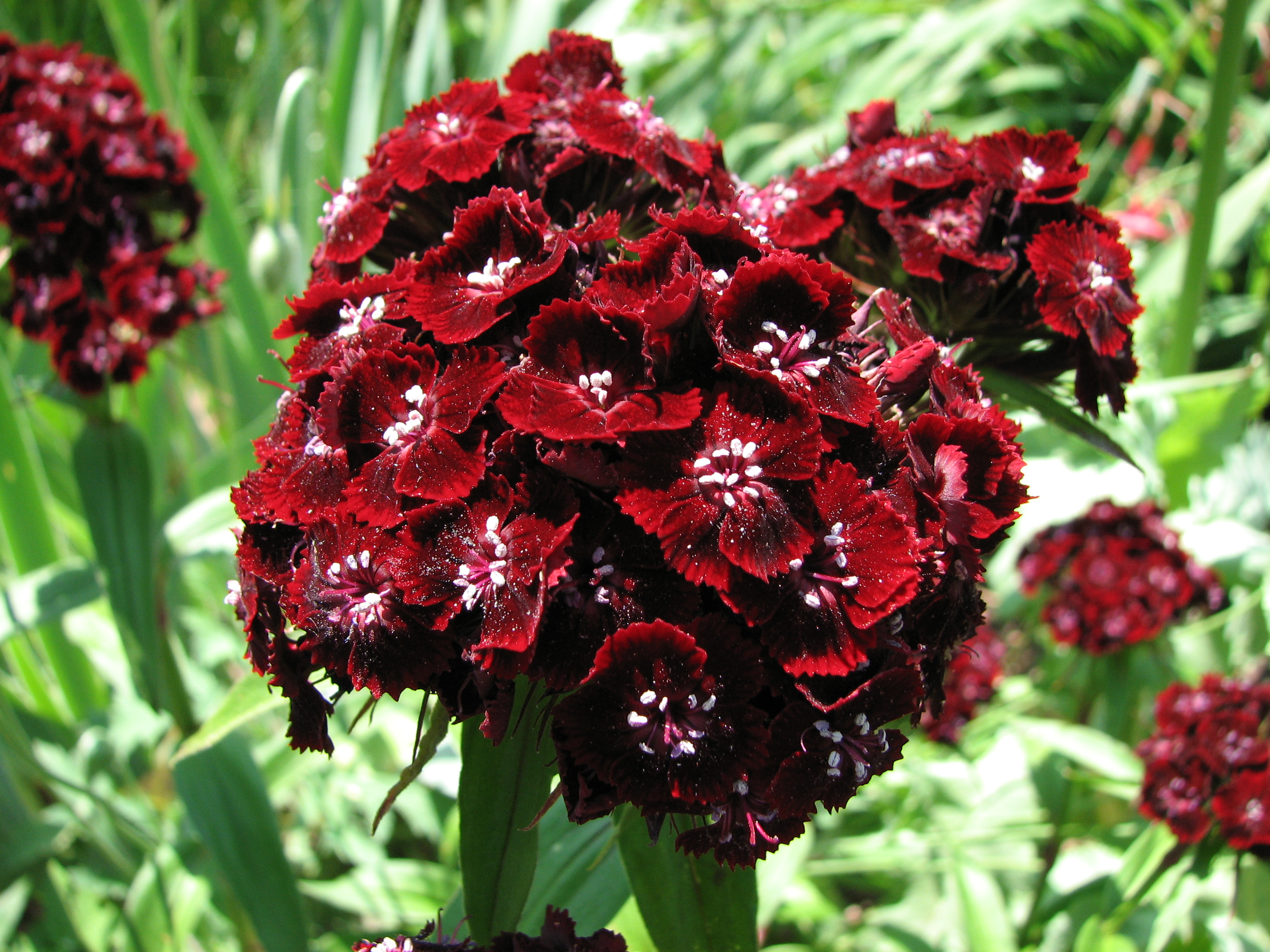
Grappolo di fiori di D. barbatus, variante Heart Attack, in primo piano
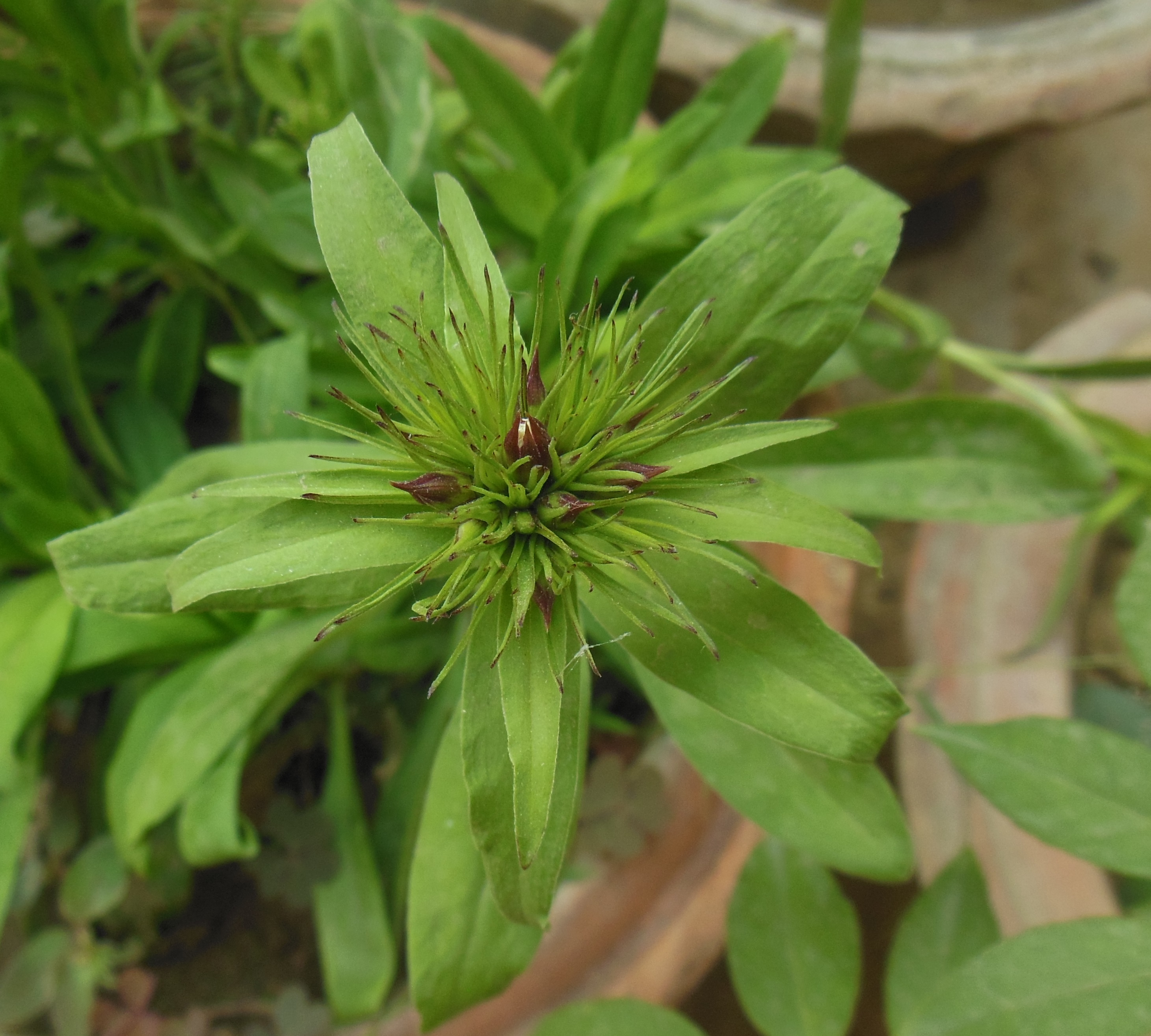
Bocciolo di D. barbatus
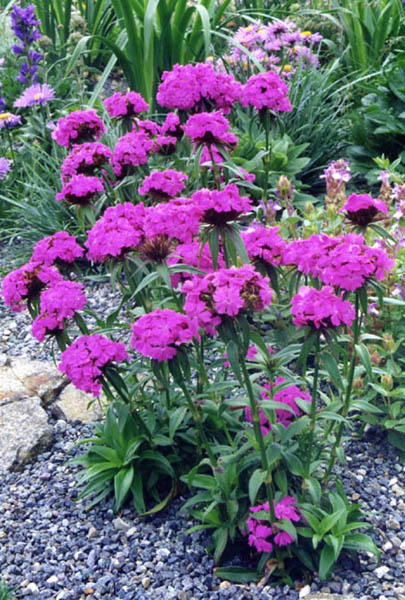
Piante in piena crescita
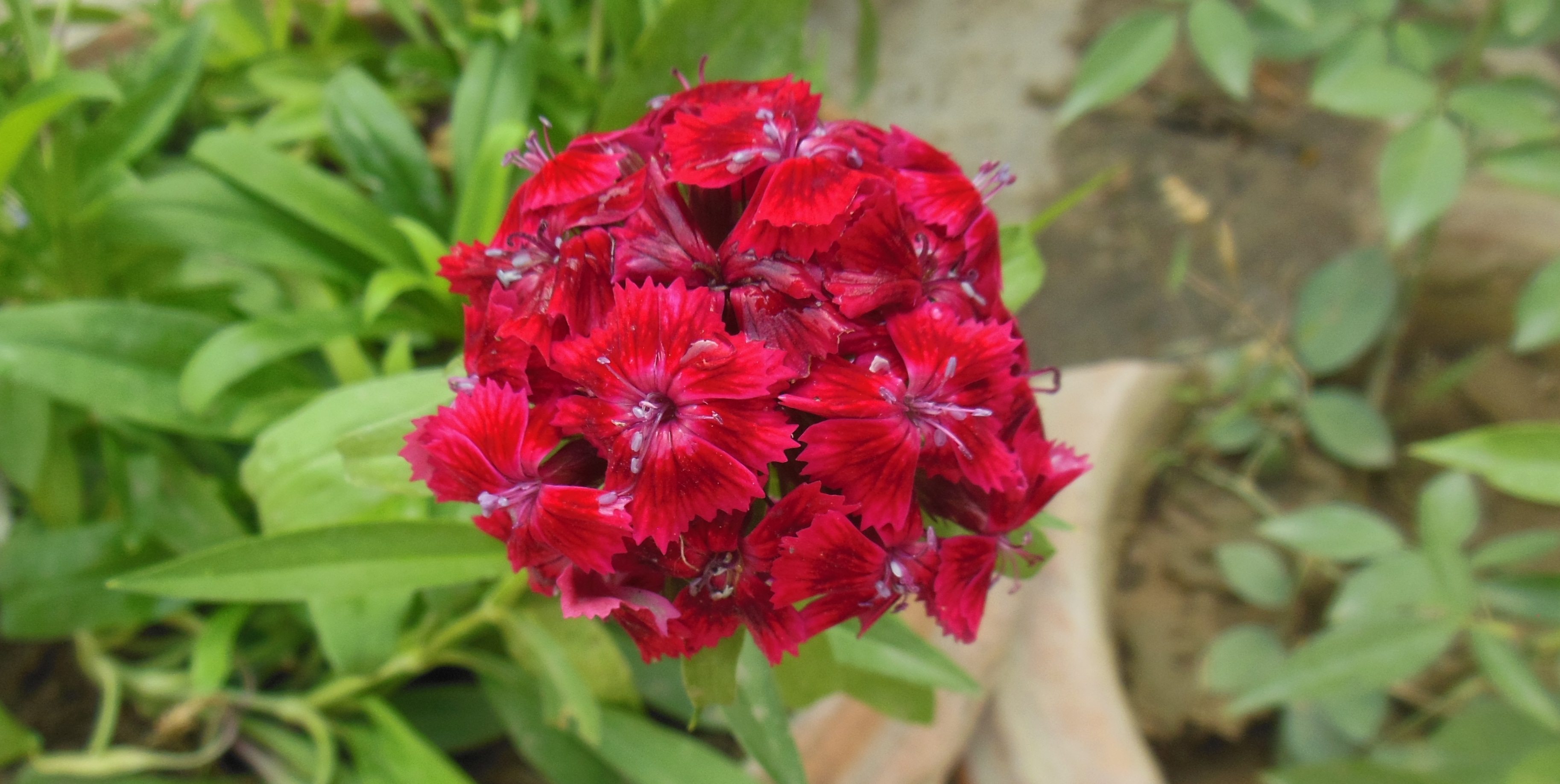
D. barbatus in piena fioritura
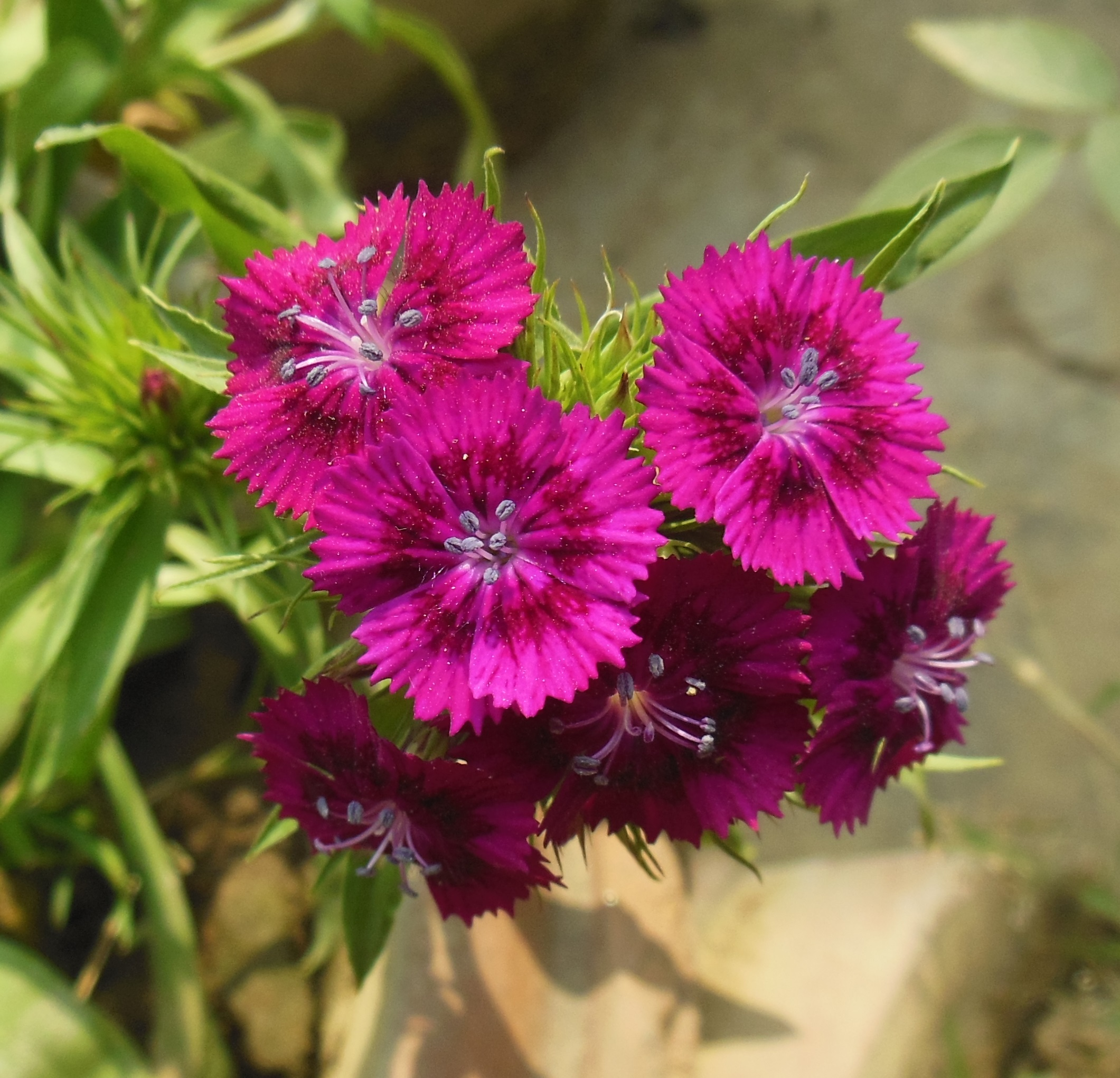
Cultivar rosa scuro di Dianthus barbatus
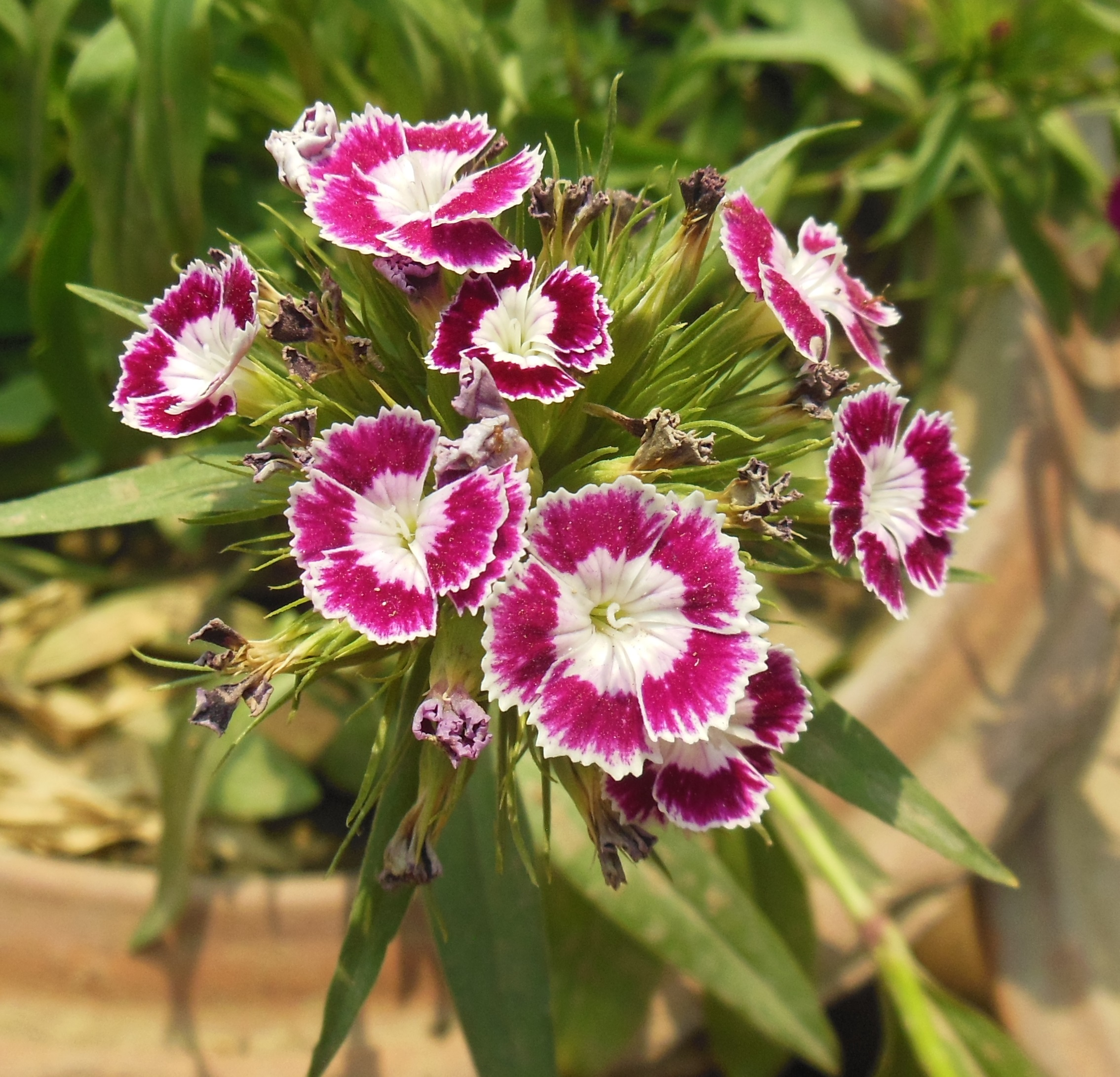
D. barbatus con alone bianco
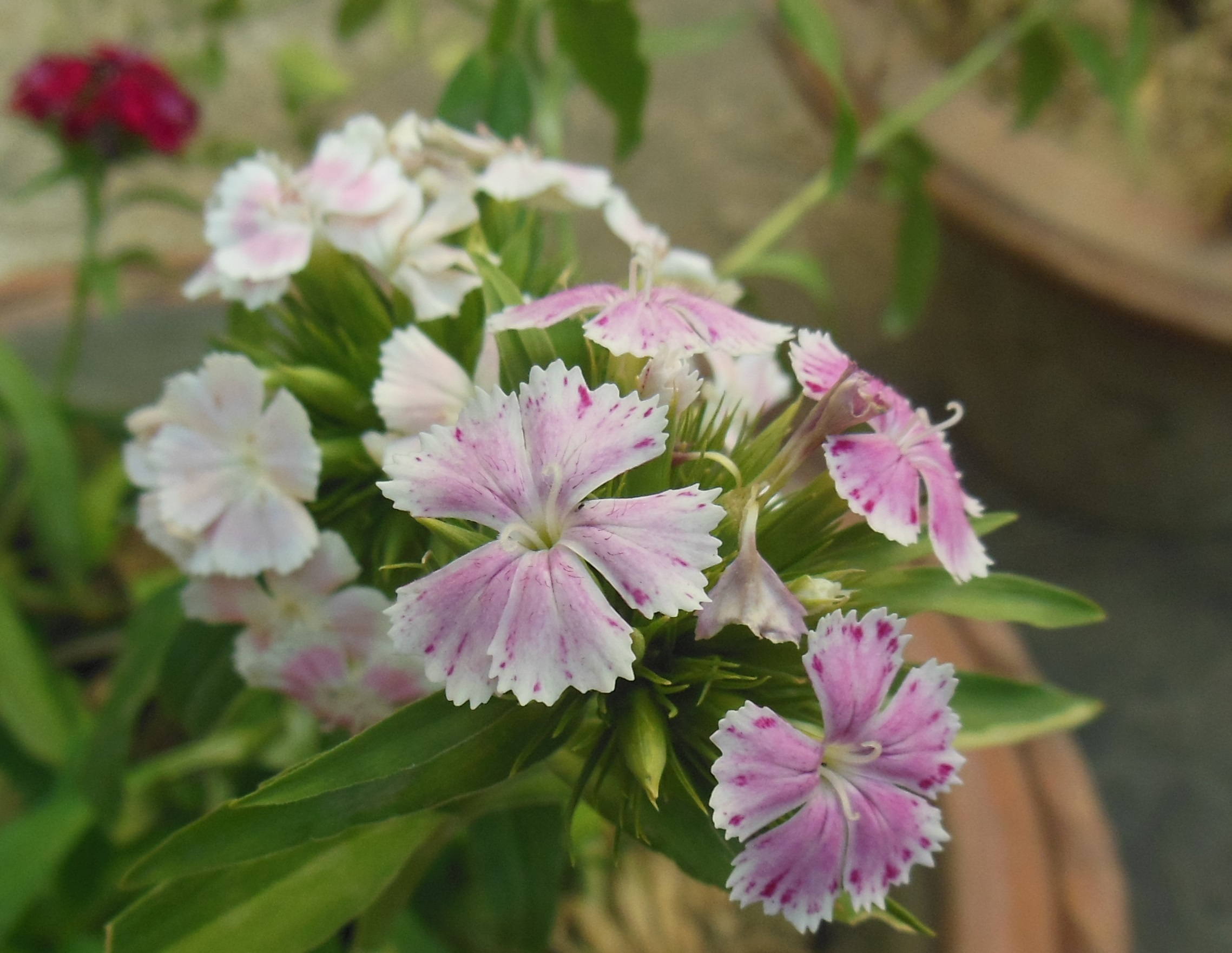
D. barbatus bianco con sfumature rosa